# La transición de Juan Romero
La transición de Juan Romero (título original en inglés: The Transition of Juan Romero) es un cuento del escritor estadounidense de terror H. P. Lovecraft escrito el 16 de septiembre de 1919 y publicado por primera vez en el volumen de 1944 Marginalia de Arkham House.

## Argumento
La historia involucra una mina que descubre un abismo muy profundo, demasiado profundo como para que cualquier cable de sondeo llegue al fondo. La noche después del descubrimiento del abismo, el narrador y uno de los trabajadores, un mexicano llamado Juan Romero, se aventuran dentro de la mina, atraídos contra su voluntad por un misterioso latido rítmico en el suelo. Romero llega primero al abismo y se lo traga. El narrador mira por encima del borde, ve algo, "pero Dios, ¡no me atrevo a decirte lo que vi!" y pierde el conocimiento.
Esa mañana él y Romero se encuentran en sus literas, Romero muerto. Otros mineros juran que ninguno de ellos salió de su cabaña esa noche. El abismo también se ha desvanecido.